# Estrela Negra de Bolama
Der Club de Regatas Estrela Negra de Bolama (portugiesisch für „Regattaklub Schwarzer Stern von Bolama“), kurz Estrela Negra de Bolama und selten auch EN Bolama, ist ein Sportverein aus der guinea-bissauischen Stadt Bolama. Er ist besonders für seine Fußballabteilung bekannt.

## Geschichte
Der Verein wurde 1937 in Bolama gegründet, bis 1941 Hauptstadt der damaligen Portugiesischen Kolonie Portugiesisch-Guinea. Vereinsname und Vereinslogo wurden in Anlehnung an den brasilianischen Verein Club de Regatas Vasco da Gama gewählt.
1975 erfolgte die Neugründung des Klubs, nach der Unabhängigkeit des Landes 1974.
1979 gelang dem Klub der Sieg des Landespokals Taça Nacional da Guiné-Bissau.
Insbesondere in den 2000er Jahren stieg der Klub mehrmals in die erste Liga, den Campeonato Nacional da Guiné-Bissau auf und wieder ab. Zuletzt stieg der Verein 2014 ins Oberhaus auf und 2015 wieder ab. Aktuell tritt er in der Série A der Zweiten Liga an (Stand Ende 2017).

## Erfolge
- Guinea-bissauischer Pokal:
  - 1979